# Zoḯ Fítsiou
Zoḯ Fítsiou (grec moderne : Ζωή Φίτσιου), née le 14 septembre 1995 à Kozáni, est une rameuse grecque.

## Carrière
Aux championnats d'Europe 2023, elle remporte la médaille d'argent en deux de couple poids léger avec Dímitra Kontoú. L'année suivante, la paire conserve sa médaille d'argent aux Europe 2024.
Lors des Jeux olympiques d'été de 2024, Kontoú et elle remportent la médaille de bronze en deux de couple poids léger.